# Sabbia

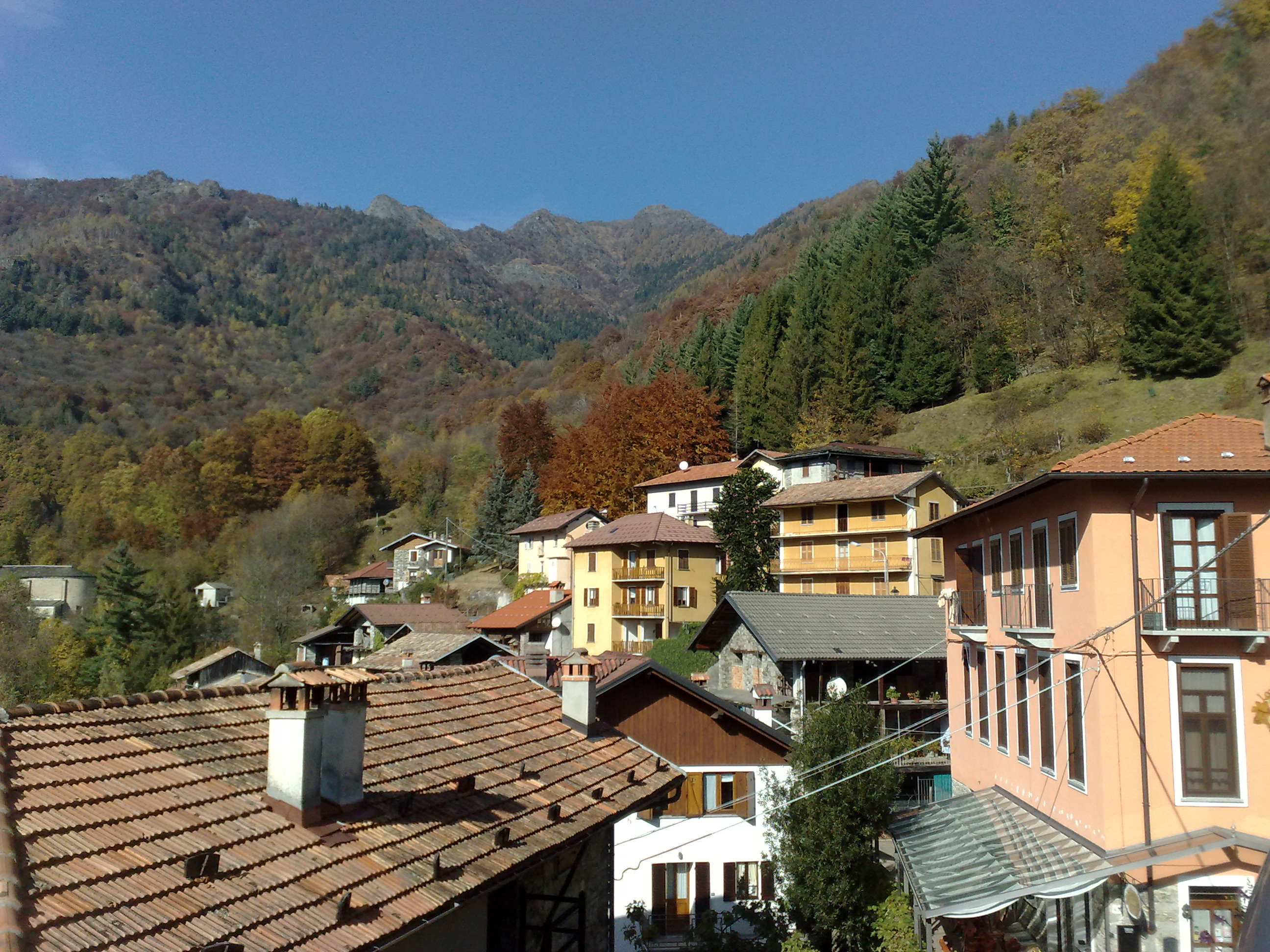

Sabbia (piemontesisch: Sabia) ist eine Fraktion der Gemeinde Varallo  in der italienischen Provinz Vercelli (VC), Region Piemont.
Die Gemeinde Sabbia mit den Fraktionen Cortaccio, Erbareti, Grattera, Massera, Molindelina und Salaro wurde am 1. Januar 2018 nach Varallo eingemeindet.
Die Nachbargemeinden waren Cravagliana, Valstrona und Varallo Sesia. Die Gemeinde Sabbia hatte zuletzt 58 Einwohner (Stand 31. Dezember 2016) auf einer Fläche vom 14 km².